# العلاقات الدنماركية الطاجيكستانية
العلاقات الدنماركية الطاجيكستانية هي العلاقات الثنائية التي تجمع بين الدنمارك وطاجيكستان.

## مقارنة بين البلدين
هذه مقارنة عامة ومرجعية للدولتين:
| وجه المقارنة                                              | الدنمارك                                                     | طاجيكستان                          |
| --------------------------------------------------------- | ------------------------------------------------------------ | ---------------------------------- |
| المساحة (كم2)                                             | 42.92 ألف                                                    | 143.10 ألف                         |
| عدد السكان (نسمة)                                         | 5.79 مليون                                                   | 8.92 مليون                         |
| الكثافة السكانية (ن./كم²)                                 | 134.9                                                        | 62.33                              |
| العاصمة                                                   | كوبنهاغن                                                     | دوشنبه                             |
| اللغة الرسمية                                             | اللغة الدنماركية                                             | اللغة الطاجيكية                    |
| العملة                                                    | كرونة دنماركية                                               | ساماني طاجيكي، الروبل الطاجيكستاني |
| الناتج المحلي الإجمالي (بليون دولار)                      | 324.87 مليار                                                 | 7.15 مليار                         |
| الناتج المحلي الإجمالي (تعادل القوة الشرائية) بليون دولار | 278.61 مليار                                                 | 24.03 مليار                        |
| الناتج المحلي الإجمالي الاسمي للفرد دولار أمريكي          | 51.99 ألف                                                    | 925                                |
| الناتج المحلي الإجمالي للفرد دولار أمريكي                 | 45.54 ألف                                                    | 2.69 ألف                           |
| مؤشر التنمية البشرية                                      | 0.900                                                        | 0.624                              |
| رمز المكالمات الدولي                                      | +45                                                          | +992                               |
| رمز الإنترنت                                              | .dk                                                          | .tj                                |
| المنطقة الزمنية                                           | توقيت وسط أوروبا، ت ع م+02:00، ت ع م+01:00، أوروبا/كوبنهاجن ‏ | ت ع م+05:00                        |

## منظمات دولية مشتركة
يشترك البلدان في عضوية مجموعة من المنظمات الدولية، منها:
| علم المنظمة | اسم المنظمة                        | تاريخ انضمام الدنمارك | تاريخ انضمام طاجيكستان |
| ----------- | ---------------------------------- | --------------------- | ---------------------- |
|             | مؤسسة التنمية الدولية              | 30 نوفمبر 1960        | 4 يونيو 1993           |
|             | منظمة الأمن والتعاون في أوروبا     | 25 يونيو 1973         | 30 يناير 1992          |
|             | مؤسسة التمويل الدولية              | 20 يوليو 1956         | 2 ديسمبر 1994          |
|             | منظمة حظر الأسلحة الكيميائية       | ?                     | ?                      |
|             | الأمم المتحدة                      | 24 أكتوبر 1945        | 2 مارس 1992            |
|             | الاتحاد الدولي للاتصالات           | 1866                  | 28 أبريل 1994          |
|             | منظمة الشرطة الجنائية الدولية      | ?                     | ?                      |
|             | البنك الدولي للإنشاء والتعمير      | 30 نوفمبر 1960        | 4 يونيو 1993           |
|             | الاتحاد البريدي العالمي            | ?                     | ?                      |
|             | وكالة ضمان الاستثمار متعدد الأطراف | 12 أبريل 1988         | 9 ديسمبر 2002          |
|             | بنك التنمية الآسيوي                | 1966                  | 1998                   |
|             | يونسكو                             | 4 نوفمبر 1946         | 6 أبريل 1993           |
|             | الفريق المعني برصد الأرض           | ?                     | ?                      |

## وصلات خارجية
- موقع وزارة الخارجية الدنماركية